# Megaphragma decochaetum
Megaphragma decochaetum is een vliesvleugelig insect uit de familie Trichogrammatidae. De wetenschappelijke naam is voor het eerst geldig gepubliceerd in 1992 door Lin.